# 謝朓
謝 朓（しゃ ちょう、464年 - 499年）は、南朝斉の詩人・文学者。字は玄暉（げんき）。本貫は陳郡陽夏県。同族の謝霊運・謝恵連とともに、六朝時代の山水詩人として名高く、あわせて「三謝」と称される。また謝霊運と併称して「二謝」と呼ぶこともあり、その場合は、謝霊運を「大謝」と呼ぶのに対し、謝朓を「小謝」と呼ぶ（ただし「小謝」の呼称は謝恵連を指すこともある）。宣城郡太守に任じられ、この地で多くの山水詩を残したことから、「謝宣城」とも呼ばれる。南朝斉の竟陵王蕭子良のもとに集まった文人「竟陵八友」の一人。同じく八友の仲間である沈約・王融らとともに「永明体」と呼ばれる詩風を生み出した。

## 生涯

### 出自
謝朓は東晋・南朝を代表する名門貴族の陳郡謝氏の出身であるが、傍系の血筋であり、先祖はさして政界でめざましい活躍をしていない。また彼の父の謝緯（謝述の子）は、謝朓が生まれる前の元嘉22年（445年）、兄たちが宋の文帝の弟の彭城王劉義康の謀反に荷担したことに連座するも、文帝の第五女の長城公主を妻としていたことでかろうじて死罪を免れ、広州へ流されたという経歴を持つ人物であった。このように彼の出自は必ずしも官途に有利なものではなかった。

### 略歴
謝朓は若い頃から学問を好み、詩文に巧みで名声が高かった。斉の武帝の永明年間に出仕し、皇族である豫章王蕭嶷・隨郡王蕭子隆・重臣の王倹らの属官を歴任した。
永明11年（493年）、武帝が崩御し、蕭鸞（後の明帝）が実権を握ると、その幕下に招かれ、驃騎諮議参軍・記室参軍となって文書の起草をつかさどり、さらには中書省の文書をも管轄することになった。明帝が即位すると、謝朓は明帝の封地であった宣城郡太守に赴任するなど、明帝に大いに信任された。
永泰元年（498年）、謝朓の妻の父の王敬則が反乱を起こした。王敬則は斉の武将としてしばしば武勲を重ね、高帝・武帝の二代にわたり重臣として非常に信頼されていた。しかし、傍系の明帝が即位すると、先代の重臣だったことを逆に皇帝に警戒され、大司馬・会稽郡太守として朝廷の外に出されてしまった。明帝は病気で重態に陥ると、王敬則に対する警戒をさらに強めた。これに身の危険を感じた王敬則も反乱を決断し、娘婿の謝朓に協力を呼びかけたのである。しかし謝朓は王敬則からの使者を捕らえ、逆に朝廷に王敬則の反乱を告発した。明帝は謝朓を賞賛し、彼を尚書吏部郎に抜擢した。岳父を告発したという行為は、謝朓自身にもさすがに後ろめたいものであり、これによって世間の批判を受けたため、尚書吏部郎を拝命したのは再三の固辞の末のことであった。また彼の妻はこのことを恨み、懐に短剣を隠し持って謝朓に報復しようとしたため、謝朓は彼女に会うのを避けた。王敬則の敗死に臨んで、謝朓は「私は王公を殺したわけではないが、王公は私のせいで死んだのだ」と嘆いたという。
明帝の跡を継いだ東昏侯は暗君で失政が続いたため、永元元年（499年）、重臣の江祏・江祀兄弟は、これを廃して始安王蕭遙光を擁立しようと謀り、謝朓にもその謀議への参加を誘った。しかし謝朓は元々江祏を軽んじていたことから参加を拒否し、彼らの計画を他人に漏らしてしまった。このことを知った蕭遙光・江祏らは計画が露見する前に先手を打ち、逆に謝朓を捕らえ、朝政誹謗の罪で告発した。詔勅が下り謝朓は処刑された。享年36。

## 詩風
現存する詩は200首余り、その内容は代表作とされる山水詩のほか、花鳥風月や器物を詠じた詠物詩、友人・同僚との唱和・離別の詩、楽府詩などが大半を占める。
山水詩の分野において、謝朓は同族の謝霊運が開拓した山水描写を継承するとともに、それをより一層精緻なものへと洗練させていった。さらに謝霊運の山水詩が、前代の「玄言詩」の影響を受け、自然の中から哲理や人生の教訓を引き出そうとすることによって、しばしば晦渋さや生硬さを免れないのに対し、謝朓の山水詩は、山水描写と自らの情感とを巧みに融合させた、より抒情性豊かなものとなっている。このような精巧で清澄な描写と抒情性に富んだ風格は、山水詩以外の分野でも発揮されており、謝朓の詩の基調となっている。
謝朓の詩は同時代から高く評価され、「二百年来、此の詩無し」（沈約）や「三日玄暉の詩を誦せざれば、即ち口の臭きを覚ゆ」（梁の武帝で、竟陵八友の一人の蕭衍）のように、竟陵八友の間でも特に愛好された。他に少し遅れて「近世の謝朓・沈約の詩、任昉・陸倕の筆、斯れ実に文章の冠冕、述作の楷模なり」（梁の簡文帝）、「詩多くして能なる者は沈約、少なくして能なる者は謝朓・何遜」（梁の元帝）などの評価も残されている。
後世においても、「謝朓の詩、已に全篇唐人に似たる者有り」（南宋の厳羽『滄浪詩話』）や「世の玄暉の目して唐調の始と為すは、精工流麗の故を以てなり」（明の胡応麟『詩藪』）のように、唐詩の先駆として高く評価されている。唐の詩人李白は謝朓詩の清澄さをことに愛好し、自らの詩の中でしばしば謝朓の詩に対する敬愛を表明している。

## 著名な作品
| 玉階怨     |                               |                                                |
| 原文       | 書き下し文                    | 通釈                                           |
| 夕殿下珠簾 | 夕殿 珠簾を下し               | 夜の宮殿に玉垂れが下ろされ                     |
| 流螢飛復息 | 流蛍 飛んて復た息ふ           | 蛍は流れるように飛んではまたふっと動きを止める |
| 長夜縫羅衣 | 長夜 羅衣を縫ふ               | 秋の夜長、うすぎぬの衣を縫い続ける宮女が一人   |
| 思君此何極 | 君を思うこと 此れ何ぞ極まらん | 我が君を思い続けては果てがない                 |

| 遊東田     |                                                  |                                                   |
| 原文       | 書き下し文                                       | 通釈                                              |
| 戚戚苦無悰 | 戚戚（せきせき）として悰（たの）しみ無きに苦しみ | 憂愁深く楽しみの無いのに苦しみ                    |
| 攜手共行樂 | 手を携へて共に行楽す                             | 友と手を携えて一緒に山野を行楽する                |
| 尋雲陟纍榭 | 雲を尋ねて累榭に陟（のぼ）り                     | 雲の高さを尋ねては幾重にも重なる高殿に登り        |
| 隨山望茵閣 | 山に随（したが）ひて茵閣を望む                   | 山道をたどっては美しい楼閣を遠くに眺める          |
| 遠樹暖阡阡 | 遠樹 暖として阡阡（せんせん）                    | 遠くの木々はぼんやりとかすみつつ生い茂り          |
| 生煙紛漠漠 | 生煙 紛として漠漠                                | わき上がる靄は果てしなく広がっている              |
| 魚戲新荷動 | 魚戯れて 新荷動き                                | 魚が戯れつつ泳ぐと 芽生えたばかりのハスの葉が動き |
| 鳥散餘花落 | 鳥散じて 余花落つ                                | 鳥が木から飛び立つと 春の名残の花は散り落ちる     |
| 不對芳春酒 | 対（むか）はず 芳春の酒                          | 芳しい春の酒には目もくれず                        |
| 還望青山郭 | 還（かへ）って望む 青山の郭                      | 振り返って青い山々の先にある街を望む              |

### 訳注書
- 森野繁夫 編『謝宣城詩集』白帝社、1991年。
- 『新釈漢文大系 詩人編 2 謝霊運・謝朓』佐竹保子訳・解説、明治書院、2025年、68首を注解[1]